# پنچری (مجموعه تلویزیونی ۱۳۷۱)
پنچری نام یک مجموعهٔ نمایشی تلویزیونی به کارگردانی «هرمز هدایت» است که در سال ۱۳۷۱ تولید و از  شبکه ۲ سیمای جمهوری اسلامی ایران پخش گردید.

## خلاصه داستان
«آلفردو تراپس» تاجر موفقی است که ثروت قابل‌توجهی از طریق تجارت بدست آورده است. شبی از شب‌ها، اتومبیل او در جاده‌ای پنچر می‌شود و مجبور می‌گردد، شب را در کلبه‌ای ویلایی در همان حوالی سپری کند. در این کلبه، چند حقوقدان زندگی می‌کنند که یکی از تفریحاتشان، برگزاری دادگاه‌هایی نمایشی است. آن شب، این چند نفر تصمیم می‌گیرند دادگاه را برای این میهمانِ غریبه برگزار و او را محاکمه کنند. رفتار این حقوقدانان در این دادگاه ساختگی، آن چنان جدی و واقعی است که «تراپس» پس از محاکمه دچار عذاب وجدان می‌شود. دادگاه او را به اعدام محکوم می‌کند اما طبعاً حکم اجرا نمی‌شود. تراپس شب را در کابوس به صبح می‌رساند؛ اما فردا که از خواب برمی‌خیزد، همه چیز را فراموش می‌کند.

## بازیگران و عوامل تولید

### بازیگران
- اکبر زنجان‌پور در نقش «آلفردو تراپس»
- حمید طاعتی در نقش «دادستان»
- هوشنگ قوانلو در نقش «سیمون»
- نصرالله رادش در نقش «توبیاس»
- هرمز هدایت در نقش «وکیل مدافع»
- عسگر قدس در نقش «قاضی»
- سهراب سلیمی در نقش «پیلت»

### عوامل تولید
- کارگردان هنری: هرمز هدایت
- دستیار کارگردان هنری: الهه بهبودی
- کارگردان تلویزیونی: علی‌اصغر اوجانی
- نویسنده: فریدریش دورنمات
- برگردان به پارسی: حمید سمندریان
- تصویربرداران: مرتضی نجفی، اکبر عنبری، احمد فرهادی
- تصویر پرتابل: حسین ستوده
- منشی صحنه: زهره محمدی
- طراح نور: احمد نصیری‌نیا
- نور: مژگان طریقی
- صدا: نادر رضایی، مرتضی اطلان‌زاده، مسعود دادگری
- طراح چهره‌پردازی: رضا رادمنش
- طراح دکور: جمال طاهری
- طراح لباس: آزاده پورمختار
- انتخاب موسیقی: جهانسور فولادی
- عکاس: نادر رضایی
- نودال: بهرام احمدی، محمود اسدی
- امپکس: علی زمردی
- مدیر صحنه: عباس کوثری
- امور مالی: علی‌اصغر باقرزاده
- گروه تهیه: فردین ممتازپور، رویا یوسف‌بیگی، سیامک جهانگیری
- تهیه‌کننده: منصوره اسکندانی
- فرمت پرونده: ویدئویی
- مدت زمان: ۱۸۰ دقیقه
- تعداد قسمت‌ها: ۳ قسمت
- محصول: گروه ادب و هنر شبکه ۲ سیمای جمهوری اسلامی ایران
- سال تولید: پائیز ۱۳۷۱